# لوائح الوقود الأحفوري في الولايات المتحدة
تعدّ لوائح الوقود الأحفوري جزءًا من سياسة الطاقة في الولايات المتحدة واكتسبت أهميةً كبيرة مع الارتكاز الكبير على الطاقة التي تعتمد على الوقود الأحفوري. يجري وضع العمليات التنظيمية على الصعيد الفيدرالي وعلى صعيد الولاية بسبب التأثير الاقتصادي والاجتماعي-السياسي والبيئي الهائل لاستخراج وإنتاج الوقود الأحفوري. يمثّل الوقود الأحفوري، مثل الفحم والغاز الطبيعي والنفط، أكثر من 80٪ من طاقة الولايات المتحدة. تميّزت فترة بوش الرئاسية بقانون سياسة الطاقة لعام 2005، الذي قدّم حافزًا نقديًا لاعتماد الطاقة المتجدّدة وسعى لمعالجة مسألة تغيّر المناخ. كانت إدارة أوباما تتألّف من دعاةٍ للطاقة المتجدّدة والغاز الطبيعي، في حين بنى دونالد ترامب حملته الانتخابية عام 2016 على الوعود بإحياء صناعة الفحم.
كانت شركات النفط والغاز والفحم على خلافٍ مع واضعي السياسات الذين أيّدوا التنفيذ الأوسع للطاقة المتجدّدة، فقد أنفقت الأولى ملايين الدولارات للضغط ضد الطاقة النظيفة. ذكرت صحيفة «واشنطن بوست» في 22 فبراير 2017 أن لدى سكوت بروت مصالح خاصة كبيرة مرتبطة بصناعة الوقود الأحفوري عندما بدأ ولايته وهو يعتلي هرم وكالة حماية البيئة خلال فترة ترامب الرئاسية. يؤثّر انبعاث الوقود الأحفوري تأثيرًا غير متناسب على الطبقة العاملة والفقراء والأقليات. كما يعاني الأشخاص الأكثر تضرّرًا من أضعف نفوذٍ سياسي وأقلّ وصول إلى الرعاية الصحية.

## أنظمة التخلّص التدريجي
يصف مصطلح «التخلّص التدريجي» التقليص التدريجي في الاعتماد على استخدام الوقود الأحفوري كمصدرٍ رئيسي للطاقة في الولايات المتحدة. منذ بداية فترة أوباما الرئيسية، كانت هناك مساعٍ على الصعيد الوطني للتحوّل من الوقود الأحفوري إلى البدائل الصديقة للبيئة. أدى التحوّل التدريجي إلى الطاقة المتجدّدة، كالرياح والطاقة الشمسية، إلى انخفاضٍ في استخدام الوقود الأحفوري بسبب مساهمتها في إطلاق الغازات الدفيئة. وتشمل أسباب هذا التحوّل انخفاض تكاليف الغاز الطبيعي، وسياسات تجارة الانبعاثات، وضريبة الكربون في بعض مناطق البلاد.

### مقاومة أنظمة التخلّص التدريجي
بالنسبة للجزء الأكبر من تاريخ الولايات المتحدة، كان الوقود الأحفوري مصدرًا رئيسيًا للطاقة. في حين أن التخلّص التدريجي من الوقود الأحفوري سيعود بالفائدة على المناخ العالمي على المدى البعيد، إلا أنه لم تُبذل جهودٌ كبيرة لوقف حرق الوقود الأحفوري وانبعاث ثاني أكسيد الكربون في الغلاف الجوي. إذا تخلّصت الولايات المتحدة بفعالية من الوقود الأحفوري، فستُترك أطنان من الطاقة على شكل نفط وفحم وغاز طبيعي تحت سطح الأرض دون اسنتخراج. على الرغم من أن مصدر الطاقة هذا محدود، تواصل الشركات والعمال التنقيب في الأرض لاستخراجه بالكامل.

### التخلّص التدريجي خلال فترة أوباما الرئاسية
في أغسطس 2015، أصدر الرئيس أوباما وإدارته تشريعاتٍ تهدف إلى تقليص الانبعاثات من محطات توليد الطاقة بالفحم الحجري. الهدف من سنّ هذه التشريعات هو أن تعتمد البلاد اعتمادًا أكبر على الطاقة النظيفة مثل طاقة الرياح والطاقة الشمسية. وضعت وكالة حماية البيئة (EPA) معيارًا لخفض انبعاثات ثاني أكسيد الكربون بنسبة 32٪ بحلول عام 2030 عن مستويات انبعاثه في عام 2005. أصبحت هذه الخطة وهدفها النهائي يُعرف بخطة الطاقة النظيفة.

### تجاوب الشركات والعمال
كانت المشكلة الرئيسية في التعامل مع التخلّص التدريجي من الوقود الأحفوري هي فقدان فرص العمل. بدأت الشركات العاملة في صناعة الوقود الأحفوري تختبر آثار التخلّص التدريجي من الوقود الأحفوري مثل الفحم. على سبيل المثال، بدأت شركة «كونسول إنيرجي»، التي كانت في الأصل شركةً منتجة للفحم، التحوّل إلى منتجةٍ للغاز الطبيعي. لا يؤثّر هذا التحوّل على الدور الحالي للشركة في صناعة الفحم فحسب، بل أدّى أيضًا إلى خفض العمالة. تُقدّرالرابطة الوطنية التعاونية الكهربائية الريفية أن إغلاق محطات الفحم ستؤدّي إلى إغلاق أكثر من مليون وظيفة. مع مرور الزمن على صناعة الفحم، تتدهور العديد من مناجم الفحم ويصبح من المكلف الاستمرار في عملها. ونتيجةً لذلك، لم تعد محطات الفحم مصدرًا موثوقًا للطاقة تعتمد عليه الولايات المتحدة.

### الجدل (داخل إدارة ترامب)
تجادل العديد من مرشّحي دونالد ترامب الذين كانوا يسعون لشغل مناصب في إدارته حول حقائق مثبتة تتعلّق بتغيّر المناخ. ومن بين هؤلاء سكوت بروت الذي كان يحاول ترأس وكالة حماية البيئة، والذي عمد، بصفته المدعي العام في أوكلاهوما، على مقاضاة وكالة حماية البيئة مرارًا وتكرارًا بسبب مبادئها. ومنذ اعتلائه منصب رئاسة وكالة حماية البيئة، يعمل بروت وفق جدول أعمالٍ معنيٍ فقط بإيجاد وظائف في صناعة استخراج الفحم على الرغم من أن العديد من هذه المناجم انتهكت تشريعات حماية البيئة [مثل قانون المياه النظيفة (CWA)]. بعد معاهدة الأمم المتحدة للمناخ، التي وقّعت عليها 200 دولة في عام 2015، كانت إجراءات ترامب بمثابة خطوةً كبيرة إلى الوراء بعيدًا عن التخلّص التدريجي من الوقود الأحفوري. ولا سيما، في 28 مارس 2017، توقيع ترامب على الأمر التنفيذي لاستقلالية الطاقة الذي يهدف إلى التخلّص من خطة الطاقة النظيفة التي بدأها الرئيس أوباما. ونتيجةً لذلك، لن تستمرّ أي إجراءات وخطوات سابقة ساعية إلى إيقاف تغيّر المناخ. وعد ترامب أيضًا بإعادة صناعة الفحم على الرغم من معظم الغازات الدفيئة التي تنفثها محطات الطاقة التي تعتمد على الفحم.

## لوائح النفط
تحدّد غالبية أنظمة النفط والغاز في الولايات المتحدة في أي نقطة من إجراءات التجهيز يمكن للمنظمات المختلفة المطالبة بملكية المواد. تميل الأنظمة إلى الإشارة بأن من يملك الأرض يمتلك الموارد هناك. تتمتّع الولايات والحكومة الفيدرالية في نهاية المطاف بالسلطة على المناطق التي يملكون فيها سلطةً قضائية. إن وكالة إدارة السلامة والصحة المهنية (أوشا) في وزارة العمل الأمريكية هي المسؤولة عن تنظيم استخراج النفط. تدير صناعة النفط في الولايات المتحدة سلسلة من الشركات التي يملكها القطاع الخاص.

### المخاوف واللوائح ذات الصلة

#### التسرّبات النفطية
وضعت الإدارة الوطنية للمحيطات والغلاف الجوي (NOAA) داخل وزارة التجارة الأمريكية رسمًا بيانيًا لأكبر التسرّبات النفطية التي تؤثّر على المياه الأمريكية منذ عام 1969. منذ عام 2000، كان أكبر تسرّب هو تسرّب النفط في منصة «ديب ووتر هورايزون» في عام 2010. باستثناء نهر كالامازو (2010)، حدثت جميع التسرّبات الرئيسية الأخرى حول خليج المكسيك.
في مايو 2010، دعت وزارة الداخلية الأمريكية إلى إنهاء التنقيب في منطقة التسرّب النفطي في «ديب ووتر هورايزون». على الرغم من اعتراض شركات النفط والولايات المعنية، قضت المحكمة العليا بإبقاء الوقف الاختياري ساري المفعول حتى أكتوبر 2010. وافقت بريتيش بتروليوم (BP) على تقديم تعويضٍ مالي عن الضرر الذي تسبّبت به، بما في ذلك مدفوعات صندوق التسرّب النفطي في «ديب ووتر هورايزون». تتطلّب الأنظمة التي جرت صياغتها بعد الحادث من شركات النفط تحديث معدّات السلامة الخاصة بها لتكون مواكبة لعصرها، بما في ذلك مانعات الانفجار (BOP). وكان هذا الإجراء محطّ انتقاد بسبب كلفته الباهظة لدرجة تحول دون تحقيق تكاملها وبالتالي إضرارها بالصناعة ونمو الوظائف، لذلك جرى تطبيقها تطبيقًا قاصرًا.